# Вотчина (Кировская область)
Вотчина́ — село Санчурского района Кировской области России. Село связано с вятским родом Лермонтовых.

## География
Село Вотчина расположено в низменности при маленькой речке Морозихе, левом притоке Большого Кундыша.
Расстояние от посёлка Санчурск — 20 км.
Расстояние от города Киров — 237 км.
Расстояние от города Йошкар-Ола — 74 км.
Часовой пояс
Село Вотчина, как и вся Кировская область, находится в часовом поясе, обозначаемом по международному стандарту Moscow Time Zone (MSK). Смещение относительно UTC составляет +3:00. Время в Вотчине соответствует географическому поясному времени.
Рельеф
Высота села над уровнем моря около 100 метров, рельеф характеризуется как ровный, с общим уклоном в сторону поймы реки Вотчинка.

## История
Село было основано около 1580 года, коренными жителями были мари.
В первой половине XIX века стали появляться русские поселенцы, первыми из которых была семья Е. Полушина.
К 1890 году село насчитывало около 80 домов.
В 1897 году в селе открылась школа.
В 1899 году была построена деревянная Никольская церковь, приход которой состоял из 5 селений. В селе находилось земское училище.
Основное население составляли земледельцы, многие из которых в зимнее время уезжали на работу в борах за 50 км и далее.
Согласно переписи населения 1926 года село было центром Вотчинского сельсовета.

## Население
В 1926 году в селе насчитывалось 463 жителя, из них 231 мари (109 хозяйств).
В 2001 году в селе проживало 309 человек.
Согласно переписи населения 2010 года численность населения составляла 196 человек.

## Инфраструктура
В селе находятся:
- центральная усадьба СХПК «Заветы Ленина» (1996);
- школа (1897);
- медпункт (1951);
- Дом культуры (1981);
- библиотека (1981);
- отделение связи;
- магазин[1].

## Телевидение
| Частотный канал | Телекомпания                  |
| --------------- | ----------------------------- |
| 1               | «Первый канал»                |
| 2               | «Россия 1» — ВГТРК «Марий Эл» |

## Радио
| Частота, МГц | Название        | Город вещания |
| ------------ | --------------- | ------------- |
| 68,66        | «ЮFM»           | Йошкар-Ола    |
| 70,34        | «Радио России»  | Йошкар-Ола    |
| 71,96        | «Радио Маяк»    | Йошкар-Ола    |
| 102,2        | «Русское радио» | Йошкар-Ола    |
| 103,8        | «Пульс Радио»   | Йошкар-Ола    |
| 104,5        | «Европа Плюс»   | Йошкар-Ола    |
| 105,5        | «Блиц FM»       | Йошкар-Ола    |
| 106,5        | «Ретро FM»      | Йошкар-Ола    |
| 102,1        | «Мария FM»      | Яранск        |
| 104,2        | «Love Radio»    | Чебоксары     |

## Электроснабжение
Гарантирующим поставщиком электрической энергии в Вотчине является ОАО «Кировэнерго».

## Общественный транспорт
Транспортное сообщение между Санчурском и Вотчиной осуществляется автобусами МУП «Санчурский автотранс» .

## Климат
Умеренно континентальный с длинной холодной зимой и тёплым летом. Средняя температура летом: +18…+20 °C. Самая жаркая погода — в середине июля. Воздух прогревается до +34…+38 °C. Осенью погода холодная и влажная с преобладанием сильных пронизывающих ветров и дождей. Возможны ранние заморозки и снег. Ноябрь — самый ветреный месяц. Зима, как правило, начинается в ноябре. Средняя температура зимы: −18… −19 °C. Самый холодный месяц — январь. Весна в целом прохладная и сухая.
| Показатель                       | Янв.  | Фев.  | Март  | Апр. | Май  | Июнь | Июль | Авг. | Сен. | Окт. | Нояб. | Дек.  | Год  |
| -------------------------------- | ----- | ----- | ----- | ---- | ---- | ---- | ---- | ---- | ---- | ---- | ----- | ----- | ---- |
| Средний суточный максимум, °C    | −9,9  | −7,5  | −0,6  | 9,4  | 18,4 | 22,6 | 24,5 | 22,4 | 15,6 | 6,3  | −1,2  | −5,9  | 7,8  |
| Средняя температура, °C          | −13,9 | −12,1 | −5,4  | 4,6  | 12,2 | 16,5 | 18,7 | 16,5 | 10,8 | 3,2  | −3,8  | −9,2  | 3,2  |
| Средний суточный минимум, °C     | −17,9 | −16,6 | −10,1 | −0,3 | 6,0  | 10,3 | 12,8 | 10,6 | 6,0  | 0,0  | −6,3  | −12,5 | −1,5 |
| Норма осадков, мм                | 32    | 25    | 24    | 34   | 40   | 61   | 82   | 60   | 54   | 53   | 46    | 37    | 548  |
| Источник: [Гидрометцентр России] |       |       |       |      |      |      |      |      |      |      |       |       |      |